# Einsatzmedaille Gefecht
Die Einsatzmedaille Gefecht (umgangssprachlich: Gefechtsmedaille) ist eine Sonderstufe der Einsatzmedaille der Bundeswehr für deutsche und ausländische Militärangehörige.

## Entstehung
Die Medaille wurde am 9. November 2010 von Bundesminister der Verteidigung Karl-Theodor zu Guttenberg durch Erlass gestiftet und von Bundespräsident Christian Wulff am 12. November 2010 genehmigt. Die Stiftung der Medaille fand vor dem Hintergrund statt, dass zunehmend deutsche Soldaten bei ihrer Teilnahme an internationalen Einsätzen, allen voran ISAF, in klassische Infanteriegefechte verwickelt werden, wo sie in besonderem Maße die Härte des Einsatzes erleben und mit Verwundung und Tod konfrontiert werden. In der Truppe wurde wiederholt kritisiert, dass eine Würdigung der erbrachten Leistung und der erlebten Härte in einer Krisenregion primär in Form der Einsatzmedaille der Bundeswehr erfolgt, deren Verleihung jedoch hauptsächlich an das Erreichen von Mindesteinsatztagen gebunden ist (Ausnahme: Verwundung und Tod). Dementsprechend findet keine nach außen sichtbare Unterscheidung dahingehend statt, ob der Soldat die gesamte Einsatzdauer über beispielsweise als Stabsdienstsoldat im Feldlager eingesetzt war, oder ob er sich den Gefahren von Patrouillenfahrten und Kampfhandlungen ausgesetzt sah. Die Politik lehnte die Einführung eines reinen Verwundetenabzeichens, wie z. B. das US-amerikanische Purple Heart, ab, schloss jedoch mit der Gefechtsmedaille die Lücke zwischen der Würdigung der bloßen Teilnahme an einem Einsatz in Form der Einsatzmedaille der Bundeswehr und der höchsten militärischen Auszeichnung der Bundeswehr, dem Ehrenkreuz der Bundeswehr für Tapferkeit.

## Gestaltung und Trageweise
Die Medaille ist goldfarben, hat einen Durchmesser von 35 mm und zeigt auf ihrem Avers mittig den erhaben geprägten Bundesadler in schwarzer Kaltemaille mit goldenen Applikationen innerhalb zweier unten gekreuzter und nach oben hin gebogenen offenen Lorbeerzweigen. Der äußere Rand der Medaille wird von einem schwarz-roten Rand gebildet. Das Revers ist glatt und leer. Die Einsatzmedaille Gefecht kann auch in verkleinerter Form und als Bandsteg in den Farben des 30 mm breiten Medaillenbandes mit rotem Grundband und schwarz-rot-goldenen Saum getragen werden. Als Bandauflage dient der schwarz lackierte Schriftzug GEFECHT auf goldenem Hintergrund.
Am Tag der Verleihung wird die Gefechtsmedaille in Originalgröße an Feldanzug, Dienstanzug und Gesellschaftsanzug getragen. Ansonsten wird sie, da sie mit Band verliehen wird, nur am Dienstanzug an der Bandschnalle getragen. Die Einsatzmedaille der Stufe Gefecht darf dabei neben anderen Einsatzmedaillen getragen werden. Bei besonderen dienstlichen Anlässen, Staatsempfängen/Staatsakten oder aus privaten Gründen und bei besonderen gesellschaftlichen Veranstaltungen können sowohl Einsatzmedaillen, als auch die Gefechtsmedaille in Originalgröße bzw. an der großen Ordensschnalle am Dienst- und (als 16 mm-Miniatur) am Gesellschaftsanzug getragen werden.

## Verleihungsbestimmungen
Die Gefechtsmedaille wird nur denjenigen Soldaten verliehen, die mindestens einmal aktiv an Gefechtshandlungen teilgenommen oder unter hoher persönlicher Gefährdung terroristische oder militärische Gewalt erlitten haben. Sie wird nur einmal verliehen und kann auch postum verliehen werden. Im Übrigen müssen die Dienstzeiten und Mindesteinsatztage, welche zur Verleihung der Einsatzmedaille führen, bei der Verleihung der Stufe Gefecht nicht erfüllt sein. Die Verleihungspraxis ist identisch mit der der Einsatzmedaille der Bundeswehr.
Nach dem ursprünglichen Stiftungserlass konnte die Medaille nur dann verliehen werden, wenn die Voraussetzungen für die Verleihung nach dem 28. April 2009 erfüllt wurden. Dieser Stichtag wurde mit der Neufassung des Erlasses vom 20. April 2022 fallengelassen (siehe Abschnitt „Aufhebung der Stichtagsregelung“).

### Erstverleihung am 25. November 2010
Am 25. November 2010 wurde die Gefechtsmedaille zum ersten Mal verliehen und den Angehörigen eines gefallenen Soldaten überreicht. Der Bundesminister der Verteidigung ehrte den in Afghanistan gefallenen, 21-jährigen Hauptgefreiten Sergej Motz, der im Gefecht bei einem Hinterhalt auf seine Patrouille in der Nähe von Kunduz am 29. April 2009 ums Leben gekommen war. Der Hauptgefreite Motz war als Sicherungssoldat auf einem gepanzerten Radfahrzeug eingesetzt und bediente dort das Maschinengewehr, als das Fahrzeug von einer Panzerfaust getroffen und er lebensgefährlich verwundet wurde. Das Gefecht, bei dem die Bundeswehr in den bis dato heftigsten Feuerkampf verwickelt und bei dem zehn weitere Soldaten verwundet wurden, markierte eine bis dahin nicht gekannte Intensität des ISAF-Einsatzes für die deutschen Truppen. Die ursprüngliche Festlegung des 29. April 2009 als Stichtag ist eben dem Umstand geschuldet, dass Hauptgefreiter Motz als erster deutscher Soldat in Afghanistan nicht durch ein Sprengstoffattentat, sondern in einem Feuergefecht fiel.

### Erstverleihung an einen US-Soldaten
Am 8. Dezember 2011 wurde Staff Sergeant Peter Woken in der deutschen Botschaft in Washington, D.C., als erster Angehöriger der US-Streitkräfte mit der Gefechtsmedaille ausgezeichnet. Die Verleihung wurde vom deutschen Botschafter Peter Ammon, in Beisein des stellvertretenden Inspekteurs des Heeres Bruno Kasdorf durchgeführt. Peter Woken hatte am 17. Oktober 2010 dem deutschen Oberstabsgefreiten Tim Focken das Leben gerettet, der bei einem Hinterhalt der Taliban nahe Kunduz schwer verwundet worden war.

### Erstverleihung an ein geschlossenes Kontingent
Am 2. September 2024 wurde die Einsatzmedaille Gefecht erstmals an ein geschlossenes Kontingent verliehen. Die Besatzung der Fregatte Hessen hatte bei ihrem Einsatz im Roten Meer erfolgreich mehrere Angriffe der Huthi-Rebellen abgewehrt (2 UAV's, 2 ASBM, 1 USV) und dabei scharfe Waffen eingesetzt.

## Aufhebung der Stichtagsregelung
Ein vom 20. April 2022 datierender Erlass zur Genehmigung des neu gefassten Erlasses über die Stiftung der Einsatzmedaille der Bundeswehr nennt hinsichtlich der Verleihungsvoraussetzungen für die Einsatzmedaille Gefecht keinen besonderen Stichtag mehr. Vorausgegangen war dem eine kleine Anfrage der FDP-Bundestagsfraktion vom 26. April 2019. Beginnend mit der Operation Libelle (1997), hatte die Anfrage auf acht militärische Ereignisse unter Beteiligung von Bundeswehrangehörigen verwiesen, die nach Ansicht der Fragesteller als Gefecht einzustufen seien, die sich jedoch vor dem 28. April 2009 ereignet hätten. Die beteiligten Bundeswehrangehörigen erfüllten darum, allein aufgrund der Stichtagsregelung, nicht die Voraussetzungen für eine Verleihung der Gefechtsmedaille. Nach Kenntnis der Fragesteller hätten „viele Soldatinnen und Soldaten der Bundeswehr die Stichtagsregelung als undankbar und ungerecht“ empfunden. Das Bundesministerium für Verteidigung (BMVg) hatte darauf am 19. Juni 2019 erklärt, dass es eine „Anpassung der Stichtagsregelung“ prüfe.

## Kritik
Der Militärhistoriker Detlef Bald, ehemals Wissenschaftlicher Direktor am Sozialwissenschaftlichen Institut der Bundeswehr, kritisiert die neue Auszeichnung: „Man kann daran eine neue Etappe der schleichenden Militarisierung der Außenpolitik der Bundesrepublik erkennen. (…) Die sogenannte Tapferkeitsmedaille oder das Ehrenkreuz hätten ausgereicht, um Mut im Einsatz zu würdigen.“